# Bataille de Neumarkt-Sankt Veit
Campagne d'Allemagne et d'Autriche (1809)
Batailles
Campagne d'Allemagne et d'Autriche
- Sacile
- Teugen-Hausen
- Raszyn
- Abensberg
- Landshut
- Eckmühl
- Ratisbonne
- Neumarkt
- Radzymin (en)
- Caldiero
- Dalmatie
- Ebersberg
- Piave
- Malborghetto
- Linz (en)
- Essling
- Sankt Michael
- Stralsund
- Raab
- Gratz
- Wagram
- Korneuburg
- Stockerau
- Gefrees (en)
- Hollabrunn
- Schöngrabern (en)
- Znaïm
- Ölper

Batailles navales
- Martinique
- Sables-d'Olonne
- Île d'Aix
- Walcheren
- Lissa
- Pelagosa

Campagne de l'île Maurice
- Sainte-Rose
- Saint-Paul
- Île Bonaparte
- Grand Port
- Île de France
- Tamatave

Campagne d'Espagne
Rébellion du Tyrol
La bataille de Neumarkt-Sankt Veit se déroula le 24 avril 1809 à Neumarkt-Sankt Veit, en Bavière, dans le cadre de la campagne d'Allemagne et d'Autriche. Elle opposa un corps franco-bavarois commandé par le maréchal Jean-Baptiste Bessières à l'armée autrichienne du feld-maréchal-lieutenant Johann von Hiller. L'affrontement se solda par une victoire autrichienne. 
Le 10 avril 1809, l'invasion du royaume de Bavière par les troupes de l'archiduc Charles d'Autriche avait pris Napoléon au dépourvu. Cependant, Charles ne sut pas exploiter son avantage, ce qui permit à son adversaire de contre-attaquer le 19 avril avec des forces considérables et de culbuter l'aile gauche autrichienne sous le commandement de Hiller ; défait à Abensberg et Landshut, ce dernier fut contraint de fuir en direction du sud-est.
Débarrassé momentanément de Hiller, Napoléon se retourna avec le gros de ses forces contre l'archiduc Charles. Les Français furent vainqueurs les 22 et 23 avril à Eckmühl et Ratisbonne, obligeant les Autrichiens à se replier sur la rive nord du Danube. Dans le même temps, Napoléon donna l'ordre au maréchal Bessières de poursuivre l'aile gauche autrichienne en retraite avec un petit contingent. Hiller, ignorant des dernières victoires françaises, fit alors volte-face et infligea une défaite à ses poursuivants près de Neumarkt-Sankt Veit. Demeuré seul sur la rive sud face à Napoléon, le général autrichien reprit toutefois rapidement sa retraite vers Vienne.

## Contexte
Pour un article plus général, voir Campagne d'Allemagne et d'Autriche (1809).

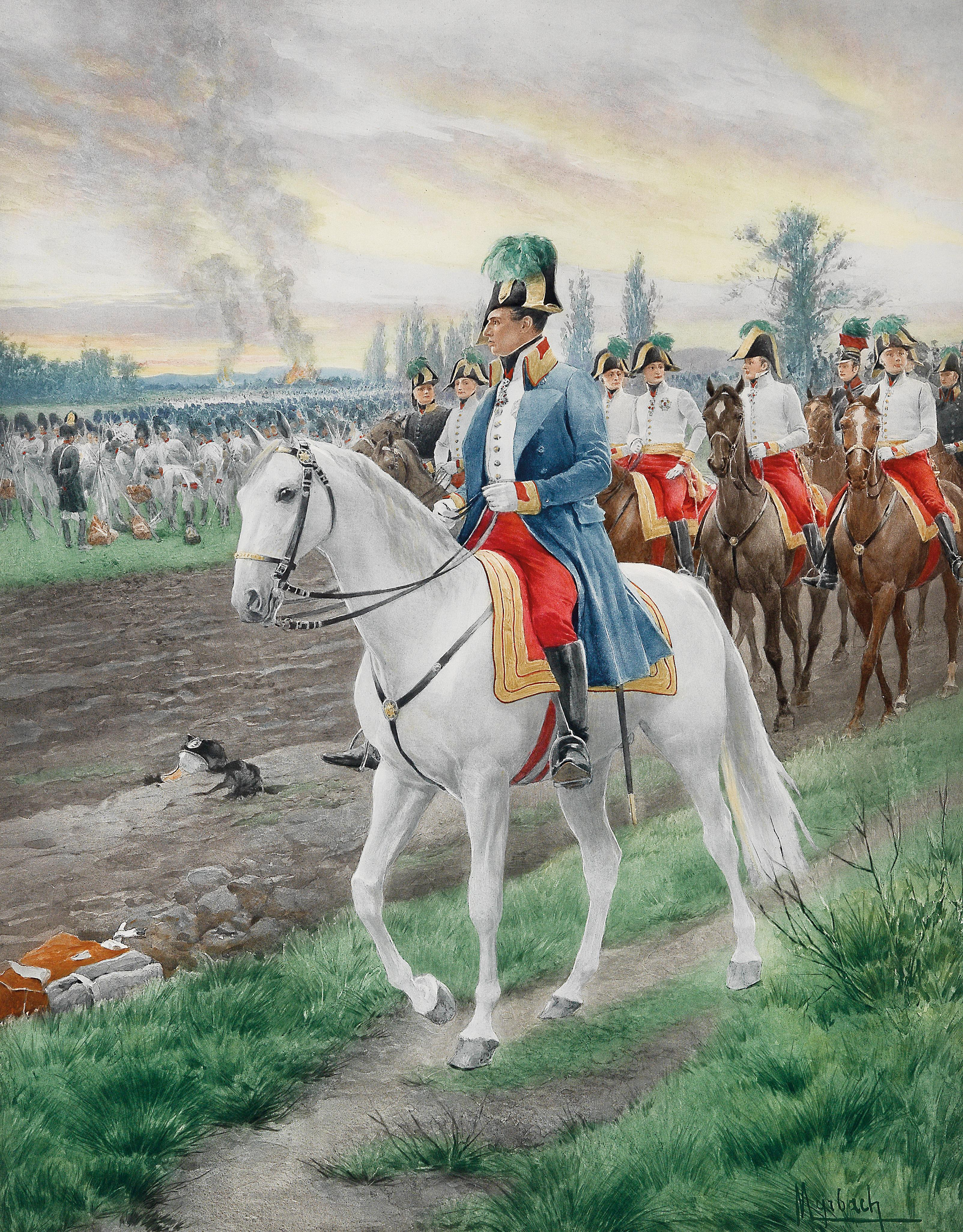
L'archiduc Charles et son état-major, par Felician Myrbach. En position de force au début de la campagne de 1809, l'archiduc fut cependant battu par Napoléon à Eckmühl et contraint de repasser le Danube.

Le 10 avril 1809, l'archiduc Charles d'Autriche, à la tête de 209 000 soldats et 500 pièces d'artillerie, envahit le royaume de Bavière. Napoléon envoya immédiatement des instructions qui furent mal interprétées par son chef d'état-major, le maréchal Berthier, si bien que lorsque l'Empereur arriva sur place le 17 avril, son armée composée d'éléments français et allemands se trouvait dans une situation délicate. Ainsi, au matin du 19 avril, l'avancée de Charles compromit sérieusement la position du IIIe corps du maréchal Davout qui était isolé du reste des forces françaises. Cependant, Davout résista avec habileté aux attaques autrichiennes lors de la bataille de Teugen-Hausen et parvint à rallier l'armée principale.
L'aile gauche autrichienne s'était établie sur un front de 13 km le long de la rivière Abens, entre Mainburg au sud et Biburg au nord. Elle comprenait le Ve corps de l'archiduc Louis d'Autriche, le VIe corps du feld-maréchal-lieutenant Johann von Hiller, le IIe corps de réserve du feld-maréchal-lieutenant Michael Kienmayer et un détachement du IIIe corps. Le 20 avril, lors de la bataille d'Abensberg, ces 42 000 Autrichiens furent attaqués avec vigueur par les forces de Napoléon et contraints de reculer après avoir laissé 6 700 hommes sur le terrain. 
Aux commandes de l'aile gauche depuis son arrivée le même jour dans la matinée, Hiller décida de poursuivre sa retraite en direction de Landshut, le séparant du même coup du gros de l'armée de l'archiduc Charles stationné près de Ratisbonne. Napoléon battit de nouveau Hiller à Landshut le 21 avril, ce qui lui permit de s'emparer d'un point de passage sur l'Isar et de refouler les Autrichiens vers le sud-est. À ce stade de la campagne, l'Empereur pensait encore avoir affronté la principale armée autrichienne. Ce n'est que dans l'après-midi du 21 qu'il se rendit compte de son erreur et obliqua vers le nord pour affronter l'archiduc Charles. Ce dernier fut battu le lendemain à Eckmühl et, abandonnant Ratisbonne, repassa sur la rive nord du Danube le 23.

## Poursuite du corps de Hiller
Dans la nuit du 22 avril 1809, Napoléon donna l'ordre au maréchal Bessières de se lancer à la poursuite de Hiller. Pour cette mission, Bessières disposait, outre la division bavaroise Wrede du VIIe corps, de la division française Molitor et de la division de cavalerie Marulaz appartenant toutes les deux au IVe corps. Les instructions de l'Empereur prévoyaient le franchissement de l'Inn et la capture de Braunau,.
Au matin du 23 avril, les 27 000  à   28 000 soldats du corps de Hiller arrivèrent près des villages de Mühldorf et Neuötting, sur les bords de l'Inn. La division Jelačić, forte de 10 000 hommes, occupait Munich. La brigade Dedovich du IVe corps, positionnée à Passau, fut placée sous le commandement de Hiller et se dirigeait maintenant sur Braunau. Les 22 et 23 avril, Hiller constata un relâchement de la poursuite française et jugea le moment propice à une contre-attaque. Les instructions de l'empereur François Ier d'Autriche lui demandant de soutenir Charles par le sud allaient également dans ce sens mais ni Hiller ni l'empereur n'étaient au courant que l'archiduc s'était replié sur la rive nord du Danube.
Le maréchal Lefebvre, commandant le VIIe corps, était chargé de reprendre Munich à la tête de la division du prince Louis de Bavière, avec le soutien possible de la division bavaroise Deroy. Quant à Bessières, il arriva à Neumarkt-Sankt Veit le 22 avril, accompagné de la division Wrede et de la cavalerie de Marulaz qui fut envoyée en reconnaissance aux abords de l'Inn.

## Déroulement de la bataille

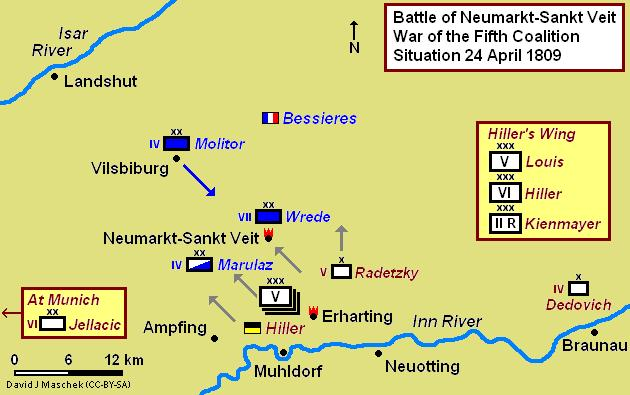
Plan de la bataille de Neumarkt-Sankt Veit, le 24 avril 1809.

Dans la soirée du 23 avril, Hiller repassa l'Inn à hauteur de Mühldorf. Il ordonna également à Jelačić de quitter Munich et de se mettre en marche vers Landshut. Au même moment, l'avant-garde française commandée par Marulaz s'avançait vers la rivière par le sud-est. Le 3e régiment de chasseurs à cheval se heurta aux éléments de tête du corps de Hiller dans le village d'Erharting, au nord de Mühldorf. Les cavaliers français furent rapidement ramenés sur leurs unités de soutien qui se composaient d'un bataillon d'infanterie et du 19e régiment de chasseurs à cheval. Marulaz ordonna rapidement le repli sur Neumarkt-Sankt Veit.
Le matin du 24 avril, Hiller s'avança en trois colonnes. Celle de droite, forte de douze bataillons d'infanterie et de neuf escadrons de cavalerie, engagea les hostilités à 8 h contre von Wrede, qui s'était établi sur une colline au sud-est de Neumarkt avec dix bataillons et huit escadrons. À l'extrême-droite du dispositif autrichien, une avant-garde sous le commandement de Joseph Radetzky se dirigeait par le nord vers Landau. 
Hiller attaqua au centre et parvint à refouler la division Marulaz qui était soutenue par une brigade de cavalerie légère du IIIe corps sous les ordres de Jacquinot,. En dépit des assauts autrichiens, les hommes de von Wrede se maintinrent sur leur position jusqu'en début d'après-midi. À 13 h, face à la progression marquée des colonnes autrichiennes à droite et à gauche, Bessières ordonna la retraite de crainte de voir ses Bavarois encerclés. Le général Molitor, accouru depuis Vilsbiburg, déploya deux régiments d'infanterie qui couvrirent le repli de leurs camarades. Les Autrichiens continuèrent à poursuivre vigoureusement les Bavarois et occupèrent Neumarkt aux alentours de 15 h. La division von Wrede subit encore de lourdes pertes lors du franchissement de la Rott. Une fois les Bavarois sur l'autre rive, Hiller mit un terme à la poursuite tandis que Bessières se retira en ordre sur Vilsbiburg.

## Conséquences
Selon l'historien britannique Francis Loraine Pertes, les pertes autrichiennes s'établirent à 898 hommes (776 tués ou blessés et 122 prisonniers) et celles de la division von Wrede à 586 hommes. Son homologue Digby Smith estime cependant que les pertes bavaroises furent beaucoup plus élevées, à savoir 1 692 tués ou blessés et 910 prisonniers ou disparus, et que les Autrichiens ne déplorèrent que 800 tués, blessés ou prisonniers. Pour ce qui était de la cavalerie française, ses pertes furent évaluées à 200 hommes par Bessières dans son rapport. Dans la nuit du 24 avril, Hiller fut informé de la défaite de l'archiduc Charles à Eckmühl et se replia immédiatement sur Neuötting.
De son côté, Jelačić n'était pas parvenu à atteindre Landshut et dut même abandonner Munich dans la soirée du 23 avril après l'annonce de la défaite de Charles. Il tenta ensuite de réoccuper la capitale bavaroise, conformément à ses instructions, mais un contrordre de Hiller lui enjoignit de se retirer sur Salzbourg. Le 25 mai 1809, la division Jelačić fut finalement interceptée et taillée en pièces à Sankt Michael par les troupes franco-italiennes du général Grenier.
Informé de la défaite de Neumarkt, Napoléon ordonna au maréchal Lannes de soutenir Bessières avec un corps de 25 000 hommes. L'armée autrichienne se retirait alors vers l'est. Le IVe corps de Masséna fut dirigé sur Passau tandis que Bessières et Lannes empruntèrent une route plus au sud. Ces dispositions débouchèrent sur la bataille d'Ebersberg le 3 mai 1809.

## Forces en présence

### Ordre de bataille franco-bavarois
Les effectifs donnés sont ceux du 16 avril 1809.

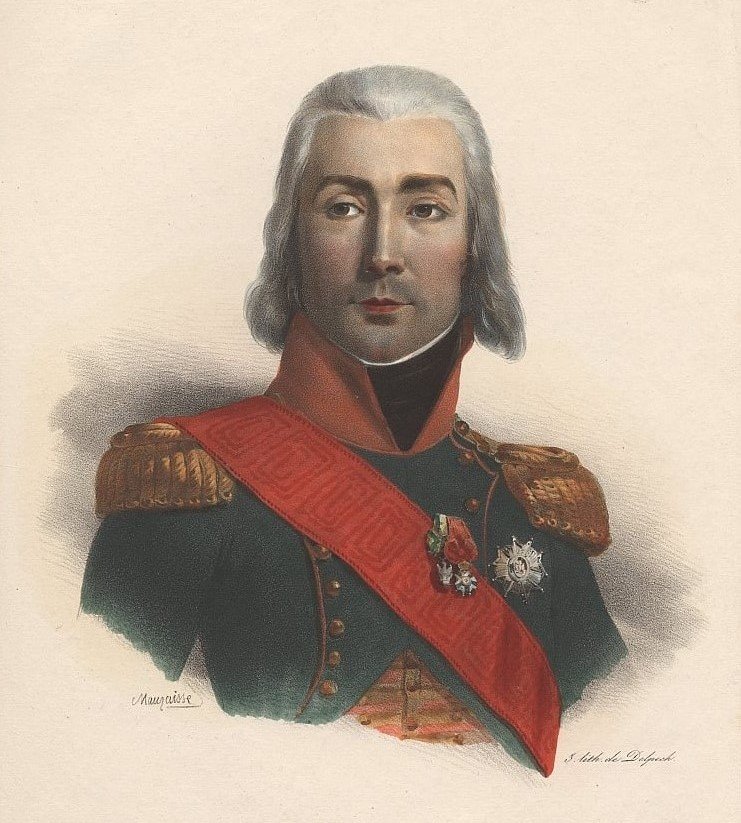
Le maréchal Jean-Baptiste Bessières, commandant en chef.

Corps provisoire : maréchal Jean-Baptiste Bessières, commandant en chef
- Division de cavalerie du IVe corps : général de brigade Jacob François Marulaz — 2 765 hommes[21]
  - 1re brigade : commandant inconnu — 1 193 hommes
    - 19e régiment de chasseurs à cheval — 3 escadrons
    - 23e régiment de chasseurs à cheval — 3 escadrons

  - 2e brigade : général de brigade Bertrand Pierre Castex — 829 hommes
    - 3e régiment de chasseurs à cheval — 3 escadrons
    - 14e régiment de chasseurs à cheval — 3 escadrons

  - 3e brigade : commandant inconnu — 740 hommes
    - Régiment de dragons légers badois — 4 escadrons
    - Régiment de chevau-légers de Hesse-Darmstadt — 3 escadrons
- Brigade de cavalerie du IIIe corps : général de brigade Charles Claude Jacquinot — 1 797 hommes[22]
  - 1er régiment de chasseurs à cheval — 3 escadrons
  - 2e régiment de chasseurs à cheval — 3 escadrons
  - 12e régiment de chasseurs à cheval — 3 escadrons

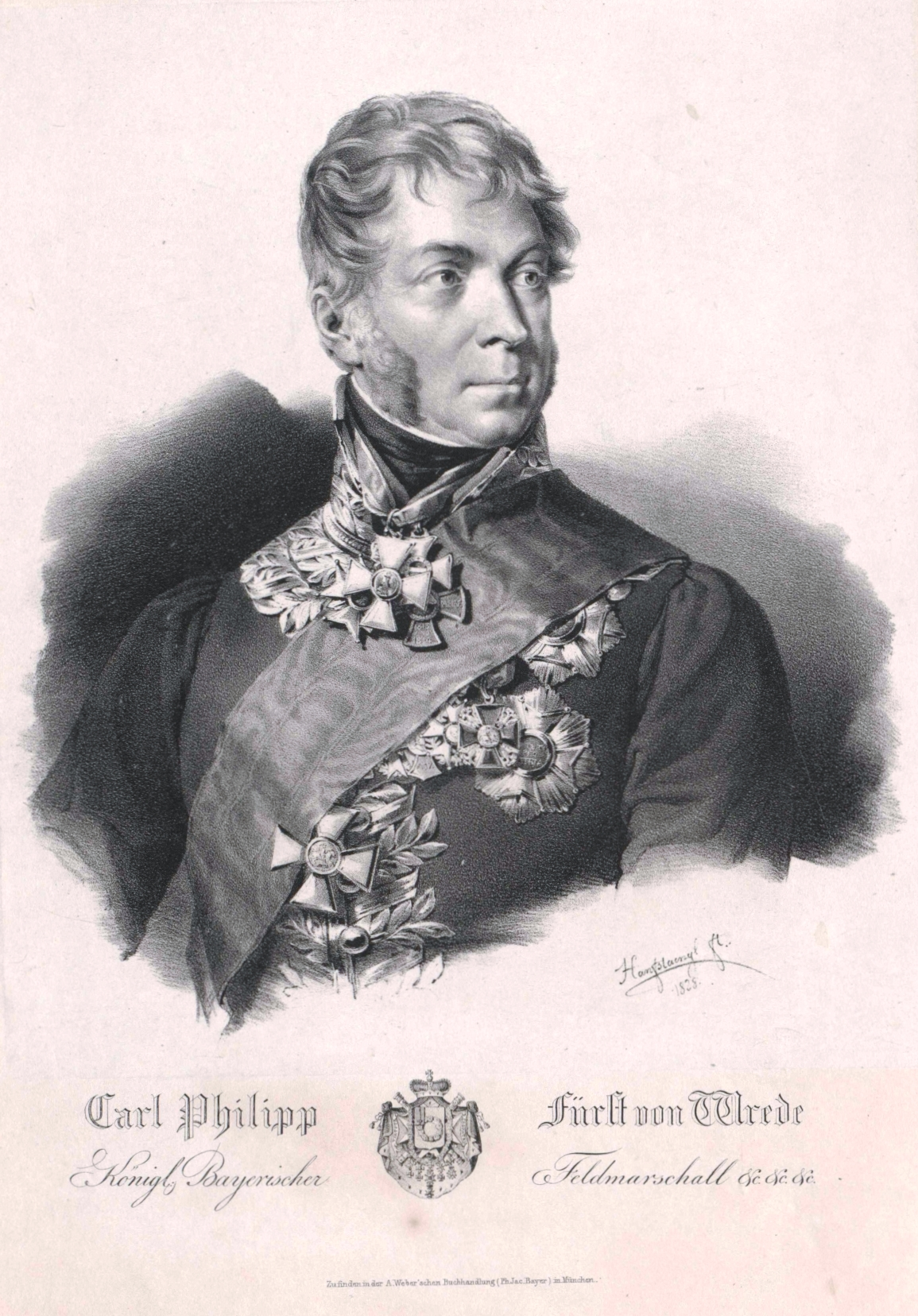
Le lieutenant-général Carl Philipp von Wrede, commandant la 2e division bavaroise du VIIe CA.

- 2e division bavaroise du VIIe corps : lieutenant-général Carl Philipp von Wrede — 8 944 hommes[23]
  - 1re brigade : général-major Minuzzi — 3 980 hommes
    - 6e bataillon d'infanterie légère Laroche — 1 bataillon
    - 3e IR Prince Karl (de) — 2 bataillons
    - 13e IR (de) — 2 bataillons

  - 2e brigade : général-major Beckers — 3 139 hommes
    - 6e IR Duc Wilhelm (de) — 2 bataillons
    - 7e IR Löwenstein (de) — 2 bataillons

  - Brigade de cavalerie : général-major Preysing — 1 012 hommes
    - Régiment de chevau-légers König (de) — 4 escadrons
    - Régiment de chevau-légers Leiningen (de) — 4 escadrons

  - Artillerie — 563 hommes, 18 canons
    - Artillerie à pied de 6 livres — 2 batteries
    - Artillerie à cheval de 6 livres — 1 batterie

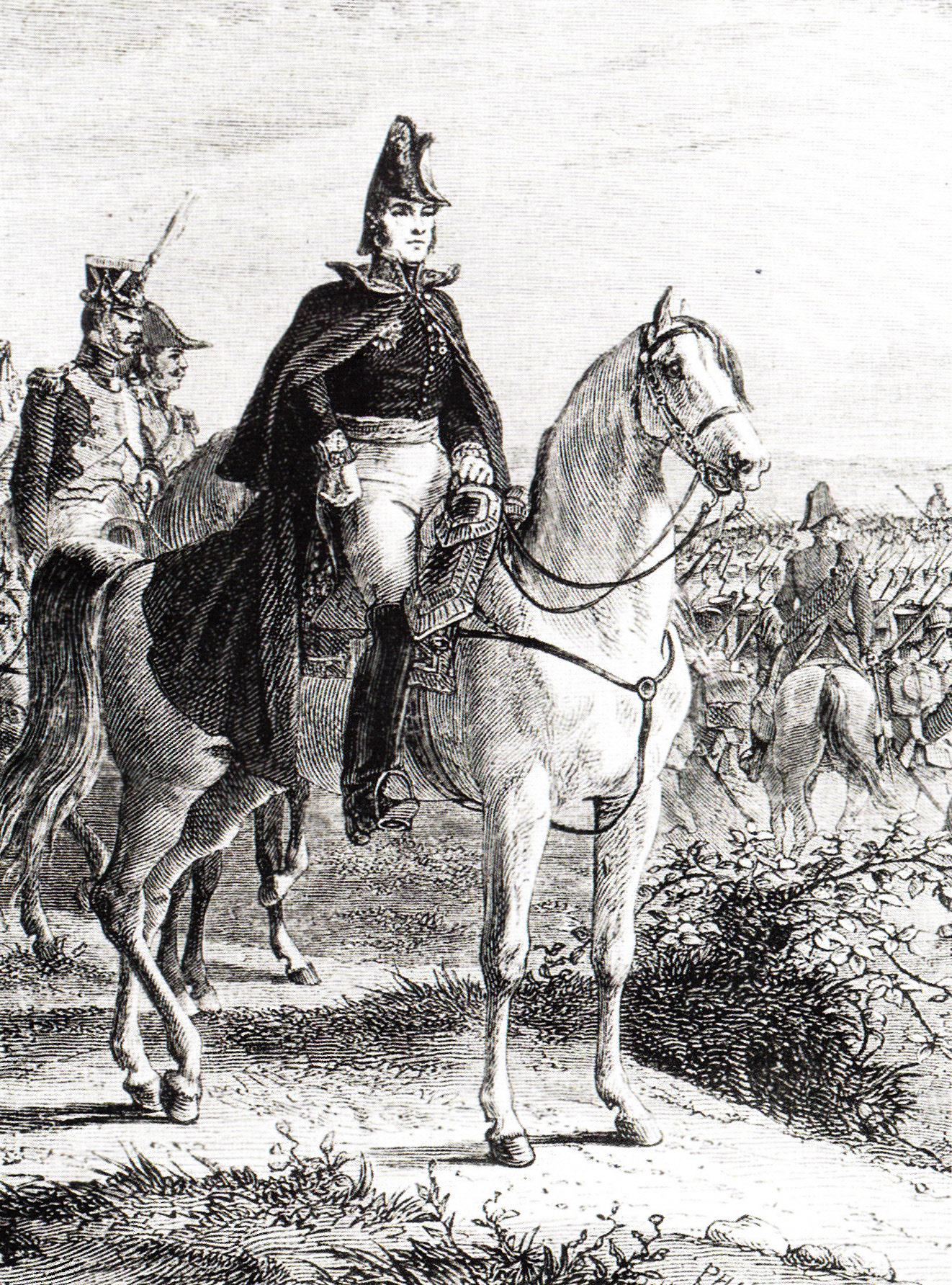
Le général de division Gabriel Jean Joseph Molitor, commandant la 3e division du IVe CA.

- 3e division du IVe corps : général de division Gabriel Jean Joseph Molitor — 7 155 hommes[21]
  - 1re brigade : général de brigade François-Joseph Leguay — 3 647 hommes
    - 2e régiment d'infanterie de ligne — 2 bataillons
    - 16e régiment d'infanterie de ligne — 3 bataillons

  - 2e brigade : général de brigade Raymond Viviès de La Prade — 3 184 hommes
    - 37e régiment d'infanterie de ligne — 3 bataillons
    - 67e régiment d'infanterie de ligne — 2 bataillons

  - Artillerie — 308 hommes, 6 canons
    - Artillerie à pied de 6 livres — 1 batterie

### Ordre de bataille autrichien
Les effectifs donnés sont ceux répertoriés au 20 mars 1809, non compris les divers détachements.
Aile gauche autrichienne : feld-maréchal-lieutenant Johann von Hiller, commandant en chef

#### VIeArmeekorps

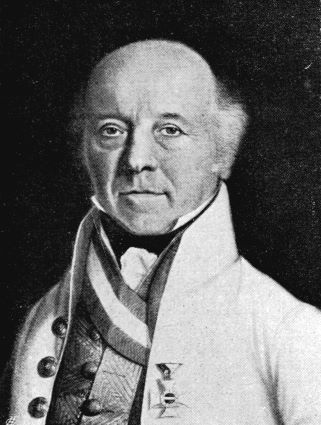
Le feld-maréchal-lieutenant Johann von Hiller, commandant en chef l'aile gauche autrichienne.

Feld-maréchal-lieutenant Johann von Hiller, commandant en chef
- - Réserve d'artillerie : feld-maréchal-lieutenant Karl von Rouvroy — 24 canons
    - Batteries de position de 12 livres — 3 batteries, 18 canons
    - Batterie de position de 6 livres — 1 batterie, 6 canons

  - 1re division : feld-maréchal-lieutenant Friedrich Kottulinsky — 12 bataillons, 16 canons
    - 1re brigade : général-major Otto Hohenfeld — 6 bataillons, 8 canons
      - IR no 14 Klebek (de) — 3 bataillons
      - IR no 59 Jordis — 3 bataillons
      - Batterie de brigade de 6 livres — 1 batterie, 8 canons

    - 2e brigade : général-major Nikolaus Weissenwolf — 6 bataillons, 8 canons
      - IR no 4 Deutschmeister — 3 bataillons
      - IR no 49 Kerpen — 3 bataillons
      - Batterie de brigade de 6 livres — 1 batterie, 8 canons

  - 2e division : feld-maréchal-lieutenant Franjo Jelačić (détachée à Munich) — 8 bataillons, 8 escadrons, 28 canons
    - 1re brigade : général-major Konstantin Ettingshausen — 6 bataillons, 8 canons
      - IR no 52 Esterhazy — 3 bataillons
      - IR no 45 De Vaux — 3 bataillons
      - Batterie de brigade de 6 livres — 1 batterie, 8 canons

    - 2e brigade : général-major Karl Dollmayer von Provenchères — 2 bataillons, 8 escadrons, 14 canons
      - IR de « Grenzers » no 5 Warasdin-Kreutzer — 2 bataillons
      - Batterie de brigade « Grenz » de 3 livres — 1 batterie, 8 canons
      - Régiment de chevau-légers no 3 O'Reilly (de) — 8 escadrons
      - Batterie à cheval de 6 livres — 1 batterie, 6 canons

    - Artillerie divisionnaire — 6 canons
      - Batterie de position de 6 livres — 1 batterie, 6 canons

  - Division légère : feld-maréchal-lieutenant Nicolas-Charles de Vincent — 11 bataillons, 16 escadrons, 22 canons
    - 1re brigade : général-major Josef Hoffmeister — 6 bataillons, 8 canons
      - IR no 31 Benjowsky — 3 bataillons
      - IR no 51 Splenyi — 3 bataillons
      - Batterie de brigade de 6 livres — 1 batterie, 8 canons

    - 2e brigade : général-major Anton von Nordmann — 5 bataillons, 16 escadrons, 14 canons
      - IR de « Grenzers » no 6 Warasdin-St. George — 2 bataillons
      - Batterie de brigade « Grenz » de 3 livres — 1 batterie, 8 canons
      - Régiment de chevau-légers no 6 Rosenberg — 8 escadrons
      - Régiment de hussards no 7 Liechtenstein — 8 escadrons
      - Batterie à cheval de 6 livres — 1 batterie, 6 canons
      - 4e, 5e et 6e bataillons Vienna Freiwilligers — 3 bataillons[note 1]

#### VeArmeekorps

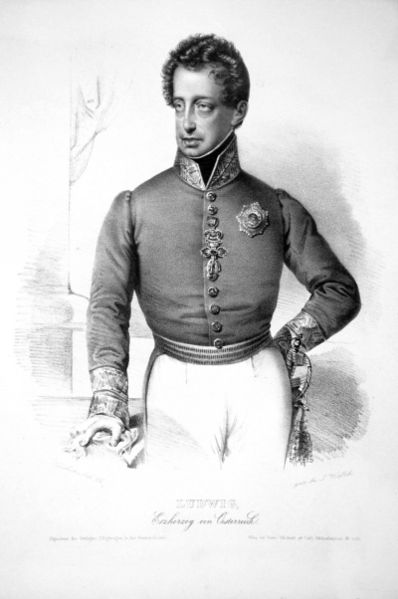
L'archiduc Louis d'Autriche, commandant en chef le Ve Armeekorps.

Archiduc Louis d'Autriche, commandant en chef
- - Réserve d'artillerie : major Adam Pfefferkorn — 18 canons
    - Batteries de position de 12 livres — 12 canons
    - Batterie à cheval de 6 livres — 6 canons

  - Brigade attachée du IIIe Armeekorps : commandant inconnu — 6 bataillons, 8 canons
    - IR no 1 Kaiser — 3 bataillons
    - IR no 29 Lindenau — 3 bataillons
    - Batterie de brigade de 6 livres — 8 canons

  - 1re division : feld-maréchal-lieutenant Karl Friedrich von Lindenau (détachée au Ier Armeekorps de réserve)[26]
  - 2e division : feld-maréchal-lieutenant prince Henri XV de Reuss-Plauen — 12 bataillons, 14 canons
    - 1re brigade : général-major Frédéric Bianchi — 6 bataillons, 8 canons
      - IR no 39 Duka — 3 bataillons
      - IR no 60 Gyulai — 3 bataillons
      - Batterie de brigade de 6 livres — 8 canons

    - 2e brigade : général-major Franz Johann Schulz von Rothacker — 6 bataillons, 6 canons
      - IR no 58 Beaulieu — 3 bataillons
      - 1er, 2e et 3e bataillons Vienna Freiwilligers — 3 bataillons

    - Artillerie divisionnaire — 6 canons
      - Batterie de position de 6 livres — 6 canons

  - Division légère : feld-maréchal-lieutenant Emmanuel von Schustekh-Herve — 4 bataillons, 16 escadrons, 14 canons
    - 1re brigade : général-major Joseph von Mesko de Felsö-Kubiny — 2 bataillons, 8 escadrons, 8 canons
      - IR de « Grenzers » no 7 Broder — 2 bataillons
      - Régiment de hussards no 8 Kienmayer — 8 escadrons
      - Batterie de brigade « Grenz » de 3 livres — 1 batterie, 8 canons

    - 2e brigade : général-major Joseph Radetzky — 2 bataillons, 8 escadrons, 6 canons
      - IR de « Grenzers » no 8 Gradiscaner — 2 bataillons
      - Régiment de ulans no 3 Archiduc Charles — 8 escadrons
      - Batterie à cheval de 6 livres — 6 canons

#### IIeArmeekorpsde réserve

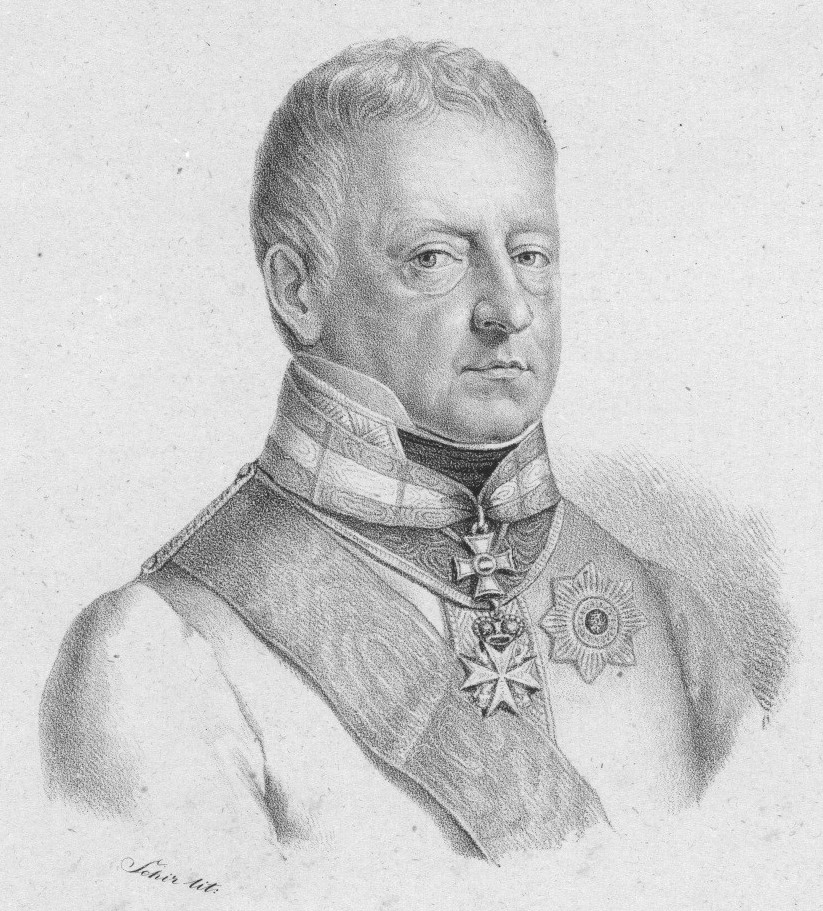
Le feld-maréchal-lieutenant Michael Kienmayer, commandant en chef le IIe Armeekorps de réserve.

Feld-maréchal-lieutenant Michael Kienmayer, commandant en chef
- - 1re brigade : général-major Konstantin Ghilian Karl d'Aspré — 5 bataillons, 8 canons
    - Bataillons de grenadiers Puteani, Brezeczinsky, Scovaud, Kirchenbetter, Scharlach — 5 bataillons
    - Batterie de brigade de 6 livres — 8 canons

  - 2e brigade : général-major Josef von Clary — 12 escadrons, 6 canons
    - Régiment de dragons no 4 Levenher — 6 escadrons
    - Régiment de dragons no 3 Württemberg — 6 escadrons
    - Batterie à cheval de 6 livres — 6 canons

  - 3e brigade : général-major Andreas Schneller (détachée au Ier Armeekorps de réserve)[28]